# Allocosa funerea
Allocosa funerea là một loài nhện trong họ wolfspinnen (Lycosidae).
Loài này thuộc chi Allocosa. Allocosa funerea được Nicholas Marcellus Hentz miêu tả năm 1844.